# Lescuraea
Lescuraea là một chi rêu trong họ Leskeaceae.